# Hohnsensee
Der Hohnsensee ist ein rund 500 m langer, 250 m breiter und 9,5 ha großer Badesee in Hildesheim.
Der Hohnsensee liegt südlich der Neustadt zwischen der Straße Hohnsen, der Innerste, dem Freibad Johanniswiese und dem Überlaufbecken der Innerste. Er entstand durch Kiesabbau von 1966 bis 1974 und wurde nach dem wüsten Dorf Hohnsen benannt.
Dem Beschluss des Rates der Stadt Hildesheim vom 22. November 1965 zufolge war das Gewässer von Anfang an als Naherholungsgebiet vorgesehen, nach Ende des Kiesabbaus wurde das Gelände parkartig umgestaltet und zur öffentlichen Nutzung freigegeben. Der Nordteil gehört als Strandbad mit einem 150 m langen Sandstrand zum Freibad und ist somit kostenpflichtig, im restlichen Teil kann auf eigene Gefahr kostenlos gebadet werden.
Am 29. Juni 2008 wurden im Hohnsensee durch die Pastoren der evangelisch-lutherischen Gemeinden St. Andreas, St. Lamberti und St. Michael erstmals Kinder getauft.